# 石笛
石笛（いわぶえ）とは、古代日本において作られ、使われていた気鳴楽器である。現在でも一部の神社の祭事などで使用されている。岩笛とも表記される。

## 概説
石笛は、その名の通り石で作られた笛の事であり、日本の全国各地の遺跡から出土している。その起源については未だ良く分かっておらず、少なくとも縄文時代以前の先史時代から作られていた。
主に石笛には２つの種類があり、雨垂れなどによって自然的に穴が空いたものと、人為的な研磨によって作られた物がある。
石以外にも、翡翠などの宝石で作られた物も存在しており、古代日本における神道儀式に置いて重要な位置に有ったことが伺える。

## 出土遺跡
- 上尾駮遺跡（青森県）
- 轟貝塚（熊本県）
- 曽谷貝塚（千葉県）
- 真脇遺跡（石川県）
- 東乙原遺跡（岐阜県）
- 国分寺崖線遺跡群（東京都）